# Conus crocatus
Conus crocatus é uma espécie de gastrópode do gênero Conus, pertencente a família Conidae.

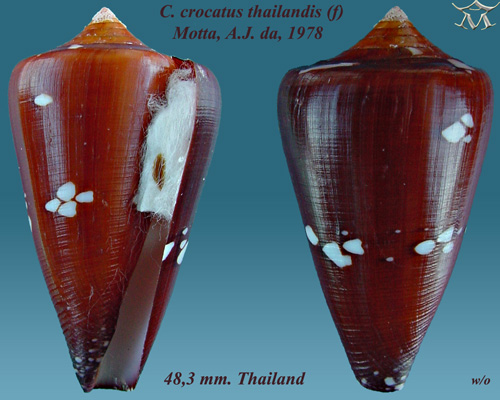
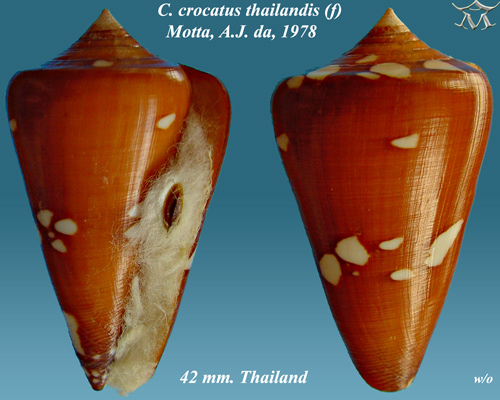